# Elisabeth Noelle-Neumann
Elisabeth Noelle-Neumann (Berlín, Imperi alemany, 19 de desembre de 1916 – Allensbach, Alemanya, 25 de març de 2010) va ser una politòloga i periodista alemanya, pionera en el camp de la investigació de l'opinió pública. Professora emèrita de la Universitat de Mainz, la seva contribució més famosa és el model de l'espiral del silenci, una teoria sobre com la percepció de l'opinió pública pot influir en el comportament d'un individu.

## Biografia
Elisabeth Noelle-Neumann va néixer a Dahlem, un suburbi de Berlín.
Va estudiar periodisme a la Universitat de Berlín, filosofia a Königsberg i història a Múnic. A Berlín, va tenir com a professor de periodisme Emil Dovifat, un dels pares de la publicística i un dels investigadors de Comunicació més importants durant els anys 20. A les classes, Dovifat insistia a diferenciar informació d'opinió, i les seves idees sobre públic i opinió pública van tenir una influència central a la trajectòria professional de Noelle-Neumann. Completà els estudis de periodisme a Missouri i tornà per doctorar-se en periodisme a Berlín el 1940, amb un treball d'investigació al voltant de l'opinió pública als Estats Units.
De jove, milità activament pel Partit Nacional Socialista Alemany. Entre 1940 i 1945 va publicar articles al Das Reich, al Frankfurt Zeitung, al Deutschen Allgemeinen Zeitung, a l'Illustrierren Blatt i a Tele. El 1941, va publicar l'article “Qui informa als Estats Units?”, en el qual defensava que eren els jueus els qui hi dominaven l'opinió pública.
El 1945, es refugià a Allensbach, i tingué la sort que, en arribar la pau, el coronel francès assignat a l'ocupació de l'àrea del sud-est s'interessà pels seus estudis sobre l'opinió pública.
El 8 de maig de 1947 establí, juntament amb el seu marit Erich Peter Neumann, el primer centre d'investigació en opinió pública a Alemanya, l'Institut für Demoskopie Allensbach (IfD). Amb el temps, aquest centre es va convertir en un dels centres d'estudis d'opinió i d'investigació de mercats més prestigiosos d'Europa. Va assessorar els cancellers Konrad Adenauer (1949-1963), Ludwig Erhard (1963-1966) i Helmut Kohl (1982-1998).
El 1961 va començar a exercir de professora a la Universitat Lliure de Berlín, i el 1964 es traslladà a la Universitat Johannes Gutenberg de Mainz, on obtingué i mantingué la càtedra de periodisme fins al 1983, any en què es jubilà. També a Mainz va fundar l'Institut für Publizistik.
El 1972, en un congrés internacional de psicologia a Tòquio, va formular per primera vegada en públic la seva teoria, desenvolupada en forma d'article acadèmic, amb el títol “Return to the concept of powerful mass media”. El 1974, la teoria de l'Espiral del silenci aparegué publicada per primer cop al Journal of Communication amb el títol “The Spiral of Silence: A Theory of Public Opinion”. En l'article s'explica per què els individus que se senten en minoria respecte a un tema tendeixen a reprimir-se a l'hora de fer pública la seva opinió al respecte, la qual cosa els fa entrar en una espiral de silenci en què el punt de vista de la minoria desapareix.
Del 1978 al 1980 va ser presidenta de la World Association for Public Opinion Research, fundada per ella mateixa, i coeditora de la revista científica International Journal of Public Research.
Va morir el 25 de març de 2010. És considerada com una de les personalitats alemanyes més destacades del segle XX i pionera en el camp de la investigació de l'opinió pública, el màrqueting i la publicitat.